# Чечима
Чѐчима (на италиански: Cecima; на ломбардски: Sesma, Сесъма) е село и община в Северна Италия, провинция Павия, регион Ломбардия. Разположено е на 331 m надморска височина. Населението на общината е 242 души (към 2017 г.).